# Drongo de Mayotte
El drongo de Mayotte (Dicrurus waldenii) és un ocell de la família dels dicrúrids (Dicruridae).

## Hàbitat i distribució
Habita els boscos de l'illa de Mayotte, a les Illes Comores.